# Токушима
Токушима е град в Япония. Населението му е 256 698 жители (по приблизителна оценка от октомври 2018 г.), а площта му е 191,23 кв. км. Намира се в часова зона UTC+9. Обслужва се от летище разположено в съседен близък град. По време на Втората световна война е бомбардиран от американците, тъй като е бил главен земеделски център на района си, в резултат на което е разрушена 74% от застроената площ на града.